# Oberhof Schattseite
Oberhof Schattseite ist eine Ortschaft in der Kärntner Marktgemeinde Metnitz mit 64 Einwohnern (Stand 1. Jänner 2024). Die Ortschaft liegt zur Gänze auf dem Gebiet der Katastralgemeinde Feistritz.

## Lage
Die Ortschaft liegt am westlichen Rand der Gemeinde Metnitz, rechtsseitig des Metnitzbachs, im obersten Teil des Metnitztals.

## Geschichte
Als Teil der Steuer- bzw. Katastralgemeinde Feistritz wurde Oberhof Schattseite im Zuge der Reformen nach der Revolution 1848/49 Teil der Gemeinde Grades. 1973 wurden die Gemeinden Grades und Metnitz zusammengeschlossen, so dass die Ortschaft heute zur Gemeinde Metnitz gehört.

## Bevölkerungsentwicklung
Für die gesamte Ortschaft zählte man folgende Einwohnerzahlen:
- 1869: 13 Häuser, 64 Einwohner[2]
- 1880: 14 Häuser, 64 Einwohner[3]
- 1890: 14 Häuser, 69 Einwohner[4]
- 1900: 13 Häuser, 71 Einwohner[5]
- 1910: 18 Häuser, 79 Einwohner[6]
- 1934: 120 Einwohner[7]
- 2001: 34 Gebäude, 81 Einwohner[8]
- 2011: 34 Gebäude, 74 Einwohner[9]
- 2021: 33 Gebäude, 62 Einwohner, 26 Haushalte, 6 Arbeitsstätten[10]

## Ortschaftsbestandteile
Im Bereich der Ortschaft befinden sich die Einzelhöfe Felfernig, Gugler, Labiegger, Lindenwirt, Pichler, Schwegl und Usl.
Vorübergehend wurde als Bestandteil der Ortschaft Oberhof Schattseite das Jagdschloss eigens ausgewiesen:

### Jagdschloss
Für das um 1880 für den Grafen Schlick errichtete Jagdschloss wurde 1910 ein Haus mit 0 Einwohnern angegeben.